# Distrito de Oberpullendorf
Oberpullendorf es un distrito administrativo en el estado federal de Burgenland, Austria. Centro administrativo del distrito es Oberpullendorf.

## División administrativa
El distrito está constituido por los municipios y las ciudades:
- Deutschkreutz
- Draßmarkt
- Frankenau-Unterpullendorf
- Großwarasdorf
- Horitschon
- Kaisersdorf
- Kobersdorf
- Lackenbach
- Lackendorf
- Lockenhaus
- Lutzmannsburg
- Mannersdorf an der Rabnitz
- Markt Sankt Martin
- Neckenmarkt
- Neutal
- Nikitsch
- Oberloisdorf
- Oberpullendorf
- Pilgersdorf
- Piringsdorf
- Raiding
- Ritzing
- Steinberg-Dörfl
- Stoob
- Unterfrauenhaid
- Unterrabnitz-Schwendgraben
- Weingraben
- Weppersdorf

- Datos: Q748891
- Multimedia: Bezirk Oberpullendorf / Q748891